# デイズ・オブ・サンダー
『デイズ・オブ・サンダー』（Days of Thunder）は、1990年に公開されたアメリカ合衆国の映画。監督はトニー・スコット。脚本はロバート・タウン。トム・クルーズ主演。日本では1990年6月29日に公開された。
2009年4月24日にBlu-ray Disc版を発売。本編の他に特典映像として劇場予告編を収録。
なお、本作は同年に結婚するトム・クルーズとニコール・キッドマンが共演した最初の作品であり、その後2001年に離婚するまでに『遥かなる大地へ』（1992年）と、『アイズ ワイド シャット』（1999年）にて共演している。

## ストーリー

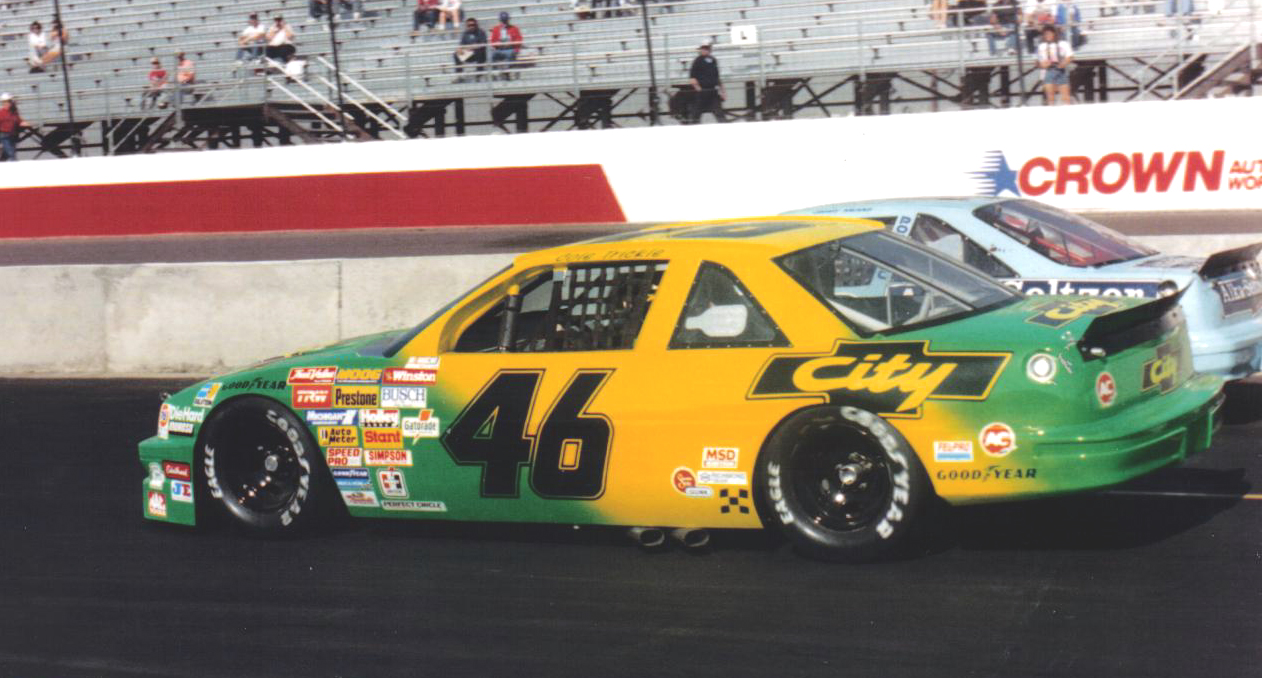
1. 46シティシェビー・シボレー・ルミナ。コールが最初にドライビングしたマシン。

才能と野心にあふれ勝利への執念に燃えるドライバー、コール・トリクル。かつて米国自動車クラブ選手権で数々の勝利を収め、インディアナポリス500の勝利を目指しながらもフォーミュラカーのレーサーとしては挫折した経験をもつコールは、シボレーディーラーの大物でNASCARチームオーナーでもあるティム・ダランドによって、ストックカードライバーとしての才能を見出される。コールと同じくかつては伝説的なクルーチーフとして名を馳せながらも、担当ドライバーの事故死により現場を離れていたハリー・ホッジは、ティムによりコールの走りに引き合わされて現役復帰を決意、コールの為にシボレー・ルミナを製作し、コールと共にデイトナ500のウィンストン杯を目指す。ハリーは時にコールと意見を衝突させながらも、クルーが交わすNASCAR特有の用語を理解せぬままトラックを走り続けているコールの実態を見抜き、ストックカー特有のドラフティングの極意を伝授して次第にコールの実力を引き出していき、やがてコールはダーリントンで初の勝利を手にする。しかし、新たなスポンサーを獲得して挑んだデイトナ500の前哨戦、ファイアークラッカー400にて、コールはライバルのロウディと共に激しくクラッシュし、危うく再起不能になりかけてしまう。美しい女医のクレアの介抱によりコールは回復を果たす一方、ロウディには怪我の後遺症が残り復帰が困難となった。ライバルを失った失意が癒えぬまま、ティムのチームに復帰したコールを待っていたのは、コールが欠場中にティムが新たに見出した若手ドライバー、ラスであった。ラスと激しい競争の中でコールは冷静さを失っていき、ノース・ウィルケスボロ・スピードウェイのレースでラスの策略で勝利を逃したコールは、怒りに駆られてウィニングラン中のラスの車体に自らの車体を激突させてしまう。ティムはコールとハリーを共に解雇。自信を失ったコールを支えるクレア、そしてコールに自らの夢を託すロウディ、更にはハリーの奔走によりコールは新たな車体、新たなチームメイトと共にデイトナ500の舞台に立つ。そしてコールはレースに必要な、勝つための、そして生きるための、本当の勇気を取り戻すのである。

## キャスト
コール・トリクル
演 - トム・クルーズ
主人公の若手NASCARドライバー。ティム・リッチモンドがキャラクター像のモデルであり、ラストネームはディック・トリクルにちなむ。車両は#46 シティシェビー・シボレー → #46 スーパーフロー・シボレー → #51 メロー・イエロー・シボレーを乗り継ぐ。
クレア・ルイッキー
演 - ニコール・キッドマン
コールと恋仲になる脳神経外科医。事故にあったコールの介抱をしたのがなれ初め。
ハリー・ホッジ
演 - ロバート・デュヴァル
コール車のクルー・チーフ。ハリー・ハイドがモデル。
ティム・ダランド
演 - ランディ・クエイド
裕福な自動車ディーラーのオーナーで、コールを最初に雇ったチームオーナーでもある。リック・ヘンドリックがモデル。
ラス・ウィーラー
演 - ケイリー・エルウィス
コールが欠場中にティムが新たに雇ったドライバー。コールのチームメイトであり、後にライバルともなる。#18 ハーディーズ・シボレーを駆る。ラスティ・ウォレスがモデル。
ロウディ・バーンズ
演 - マイケル・ルーカー
前年のウインストン・カップ王者で、コールの最初のライバル。車両は#51 エクソン・シボレー。デイル・アーンハートがモデル。
ビッグ・ジョン
演 - フレッド・トンプソン
作中のNASCARオーナー。現実にビッグ・ビルと渾名されたビル・フランス・シニアがモデル。
バック・ブレザトン
演 - ジョン・C・ライリー
コール車のカー・チーフ(車両責任者)。演じるライリーは後に『タラデガ・ナイト オーバルの狼』に主演する。
ワデル
演 - J.C.クイン
ロウディ車のクルー・チーフ。名前はワデル・ウィルソンに因む。
ジェニー・バーンズ
演 - キャロライン・ウィリアムズ
ロウディの妻。
女性保安官
演 - レイラニ・サレル
コール達を逮捕するハイウェイ・パトロールを装ったストリッパー。ハリーがコールにイタズラする為に雇った女性。
ハーレム・フーガハイド
演 - クリス・エリス
コール車のガス・マン(給油手)。チョコレート・マイヤーズがモデル。
アルド・ベネデッティ
演 - ドン・シンプソン
カメオ出演する本作の脚本家。マリオ・アンドレッティがモデルで、ファーストネームはマリオの双子の兄弟であるアルド・アンドレッティに因む。
- 上記キャストの他、リチャード・ペティ、ラスティ・ウォレス、ニール・ボンネット（英語版）、ハリー・ガント（英語版）、ドクター・ジェリー・パンチ（英語版）らが本人役でカメオ出演。PAアナウンサーとボイスオーバー役として、1979年から2000年までナスカー・オン・ESPN（英語版）を担当したボブ・ジェンキンスも出演。

## スタッフ
- 監督：トニー・スコット
- 脚本：ロバート・タウン
- 原案：ロバート・タウン、トム・クルーズ
- 製作：ドン・シンプソン、ジェリー・ブラッカイマー
- 製作総指揮：ジェラルド・R・モーレン
- 撮影監督：ウォード・ラッセル（英語版）
- 音楽：ハンス・ジマー

## 日本語吹替
| 役名                   | 俳優                           | 日本語吹替                                 | 日本語吹替                        | 日本語吹替 |
| 役名                   | 俳優                           | ソフト版                                   | TBS版                             | 機内上映版 |
| ---------------------- | ------------------------------ | ------------------------------------------ | --------------------------------- | ---------- |
| コール・トリクル       | トム・クルーズ                 | 鈴置洋孝                                   | 鈴置洋孝                          | 水島裕     |
| ハリー・ホッジ         | ロバート・デュヴァル           | 中庸助                                     | 小林修                            |            |
| クレア・ルイッキー     | ニコール・キッドマン           | 土井美加                                   | 戸田恵子                          |            |
| ティム・ダランド       | ランディ・クエイド             | 小林修                                     | 麦人                              |            |
| ラス・ウィーラー       | ケイリー・エルウィス           | 森一                                       | 古田信幸                          |            |
| ロウディ・バーンズ     | マイケル・ルーカー             | 大塚明夫                                   | 谷口節                            |            |
| ビッグ・ジョン         | フレッド・ダルトン・トンプソン | 今西正男                                   | 藤本譲                            |            |
| バック・ブレザトン     | ジョン・C・ライリー            | 辻親八                                     | 小室正幸                          |            |
| ワデル                 | J.C.クイン                     | 清川元夢                                   | 秋元羊介                          |            |
| ジェニー・バーンズ     | キャロライン・ウィリアムズ     | 叶木翔子                                   | 渡辺美佐                          |            |
| ダーリーン             | ドナ・ウィルソン               | 種田文子                                   | 種田文子                          |            |
| レン・ドートート       | ジョン・グリースマー           | 藤城裕士                                   | 塚田正昭                          |            |
| 日本語版その他声の出演 | 日本語版その他声の出演         | 作間功 秋元羊介 小島敏彦 幹本雄之 津田英三 | 村山明 沢木郁也 城山堅            |            |
| 日本語版制作スタッフ   |                                |                                            |                                   |            |
| 演出                   | 演出                           | 加藤敏                                     | 伊達康将                          |            |
| 翻訳                   | 翻訳                           | 島伸三                                     | 島伸三                            |            |
| 調整                   | 調整                           |                                            | 熊倉亨                            |            |
| 効果                   | 効果                           |                                            | リレーション                      |            |
| プロデューサー         | プロデューサー                 |                                            | 上田正人 （TBS）                  |            |
| 制作                   | 制作                           | 東北新社                                   | 東北新社 TBS                      |            |
| 初回放送               | 初回放送                       |                                            | 1993年7月7日 『水曜ロードショー』 |            |

## 製作

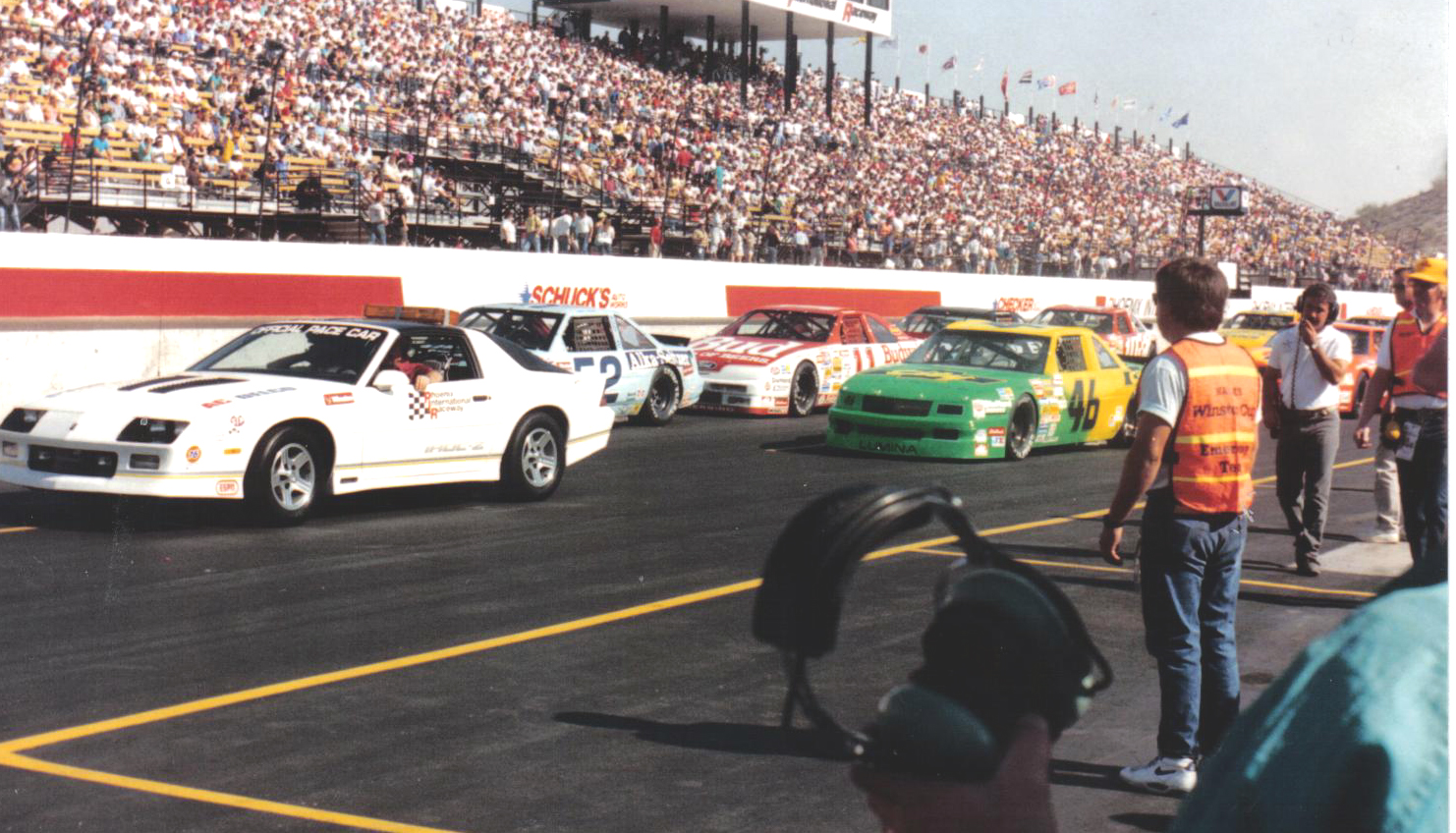
フェニックス・インターナショナル・レースウェイでの撮影風景

主要撮影は1990年初頭に、シャーロットとデイトナ近辺で始まった。スコットとシンプソン、ブラッカイマー、時おりはタウンとの間で、撮影手法をめぐる議論が度々紛糾し、撮影スケジュールは遅延に悩まされ、スタッフは長時間手持ち無沙汰となり、丸４ヶ月バカンスに行けるだけの割増賃金が溜まった者までいたという。クランクアップは延期が繰り返され、5月頭に撮影が完了したときには、当初予定より三ヶ月超過していた。一日のうちに三度も撮影スケジュールが変更されるに至って、セットとロケを統括する制作担当はシンプソンとブラッカイマーに直訴したが、「もはやスケジュールは重要な問題ではない」とあっさり告げられた。

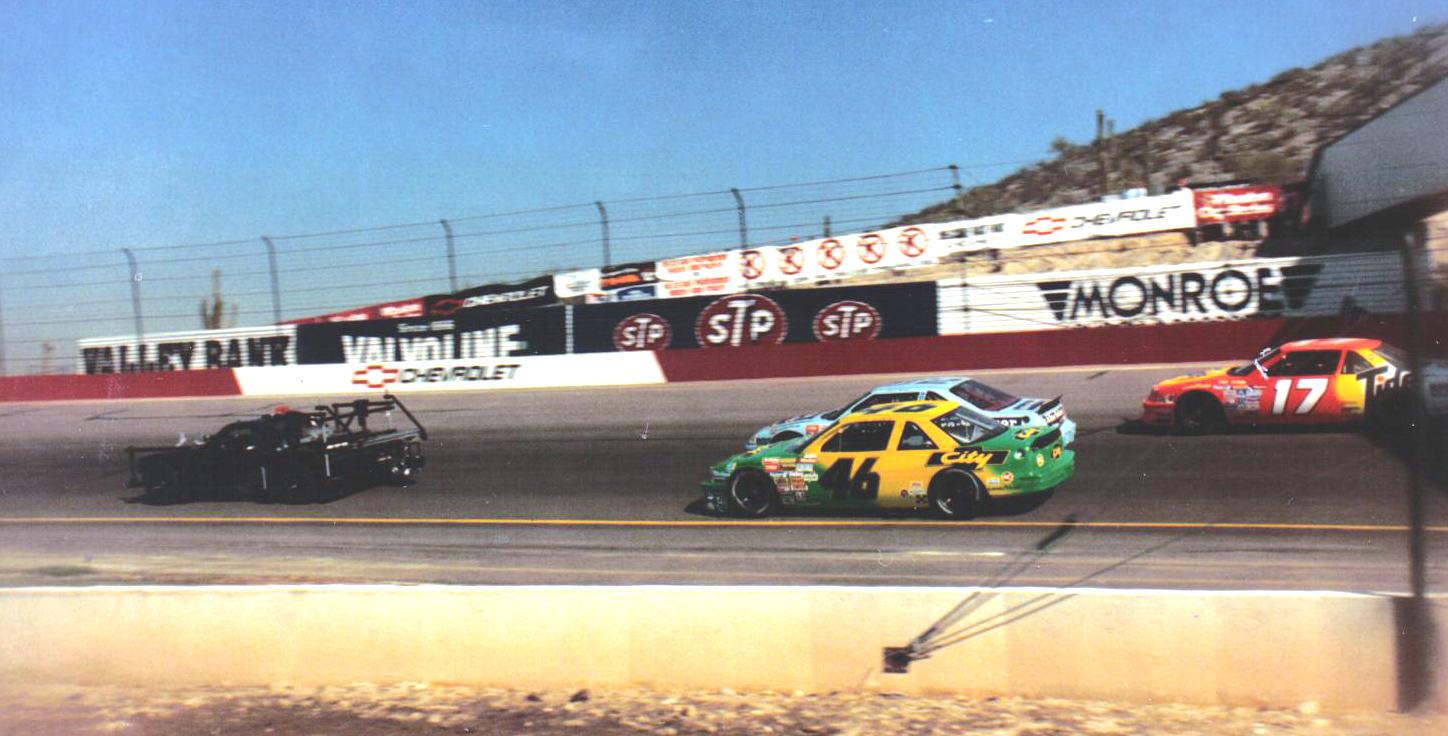
レースシーンの撮影

デイトナでは、シンプソンとブラッカイマーはホテルの空き店舗に「デイズ・オブ・サンダー」の大きなネオンサインを掲げ、内部を私的なジムに改装する為に40万米ドルを費やした。シンプソンは自分のアシスタント達がビーチでナンパした魅力的な女性に提供する為にクローゼットをダナ・キャランのドレスで埋め尽くし、プライベート・パーティーを催してラッパーのトーン・ロックら友人を呼んだりした。タウンも自身の構想で建てられた２つの小屋が気に入らず、小屋のシーンをボツにして、制作費増に加担した。本来3500万ドルだった製作費はほぼ倍増し、リクープするには当時稀である1億ドル以上の興行収入が必要になった。トム・クルーズが第62回アカデミー賞にて『7月4日に生まれて』の主演男優賞を逃した事で、予算追加はカットされた。予算超過と遅延を重ねたわりに、コール・トリクルのマシンがデイトナのフィニッシュラインを横切るのを撮り忘れたことに制作者たちが気づいたのはクランクアップ後だったとのことである。製作費のうち900万ドルと興行収入の配分がトム・クルーズに支払われた。
撮影が遅れても公開日はずらされず、仕上げは通常この手の映画が５ヶ月間要するところ５週間を強いられた。

### レースカー
コール・トリクル、ロウディ・バーンズ、ラス・ウィーラーの車両はヘンドリック・モータースポーツが提供した。スタントドライバーは当時現役NASCARドライバーであったグレッグ・サックス、トミー・エリス、ボビー・ハミルトン、ハット・ストリックリンが担当した。本物のレース映像を提供する為に、実際にNASCARウインストンカップ・シリーズの1989年と1990年シーズンの3つのレースイベントの予選中に撮影が行われた。最初に1989年のオートワークス500（フェニックス・インターナショナル・レースウェイ）でハミルトン（#51エクソン・シボレー）とサックス（#46シティシェビー・シボレー）の運転で撮影され、ハミルトンは予選を5位で通過し、本戦ではエンジンブローでリタイヤするまでに5周のラップリードを取ったりもした。1990年に入り、年初のエキシビションであるデイトナのブッシュ・クラッシュにて、サックスとエリスの運転でデイトナ500のシーンの撮影が行われ、その後サックスは#46シティシェビー・シボレーでエキシビジョンにも出走、4周のラップリードを取り2位でフィニッシュした。その後ダーリントンのトランサウス500でサックス（#46シティシェビー・シボレー）とストリックリン（#51エクソン・シボレー）の運転で最後の撮影が行われ、本戦ではサックスがクランクシャフト破損でリタイヤするまで上位と絡む活躍を見せた。
なお、作中のコールの最初の車のスポンサーであるシティ・シェビーは、ノースカロライナ州シャーロットでリック・ヘンドリックが実際に経営しているシボレーの自動車ディーラーである。また、2番目の車のスポンサーであるスーパーフローは、エクソンのエンジンオイルの商標であり、作中エクソンはライバル同士のコールとロウディ双方のスポンサーを行っていたという状況が発生している。

### 音楽
劇中音楽はハンス・ジマーが編曲し、ギター演奏はジェフ・ベックが担当した。主題歌の"Last Note of Freedom"はトム・クルーズ本人のリクエストにより、ホワイトスネイクのデイヴィッド・カヴァデールが歌唱した。カヴァデールのボーカルパートの録音はスリップ・オブ・ザ・タングのレコーディングと平行して行われたという。

## 現実の逸話の参照
エド・ヒントンによると、本作は伝記映画ではないが、主人公コール・トリクルの人物像の多くの部分は、本作の前年にエイズで死去したティム・リッチモンドの経歴と重ね合わせたものとされる。また、いくつかのシーンは現実のNASCARの伝承やNASCARの歴史に基づいたものとされている。
ビッグ・ジョンがコールとロウディに語りかけるシーンは、現実に1980年代にビル・フランス・シニアがデイル・アーンハートとジェフ・ボーディンとの間で行った会談のシーンを元にしているし、コールが意図的にエンジンをオーバーレブさせてエンジンブローを起こすシーンは、ティム・リッチモンドが1987年シーズンのチャンピオン・スパークプラグ400（現：ピュアミシガン400）で行った事件に基づいている。
別のシーンでは、コールがピットクルーから「アイスクリームを食べているのでピットインできない」と言われるが、この事件は1987年のサウザン500で、ヘンドリック・モータースポーツのクルーチーフであったハリー・ハイドと、当時エイズの療養で戦線を離脱していたティム・リッチモンドの代役として起用されたベニー・パーソンズとの間で起きた事件を元にしている。また、作中にインスパイアされた事件の一つとして、マーティンズビル・スピードウェイでハイドが慣れないショートオーバルに苦しむパーソンズに皮肉を込めて言い放った「リスタートの直後にペースカーに追突してみろ！　今日お前はトラック上のあらゆるモノに激突したと愚痴ってるが、まだペースカーが残っているだろうが！」という無線通信も参考にされているという。
また作中、コールとロウディが互いのレンタカーをぶつけ合って破壊しながら競争するシーンは、1950年代にジョー・ウェザリーとカーチス・ターナーの間で起きた事件が元となっている。
作中のデイトナ500では、ハリーはコールに対して「エンジン交換の必要がある」と述べ、コールに「そのエンジンはどうしたんだ」と聞き返された際に、ハリーは「盗んできた」と答えるが、実際にはそのエンジンは前オーナーのティムから送られた物である事が示唆される。後日これと類似した話が現実に発生している。1990年シーズンはデイル・アーンハート（リチャード・チルドレス・レーシング、シボレー・ルミナ）とマーク・マーティン（ラウシュ・レーシング、フォード・サンダーバード）が僅差でドライバーズタイトルを争っており、決着は最終戦のアトランタ・ジャーナル500（現：フォールズ・オブ・オナー・クイックトリップ500）にもつれ込んだ。マーティンの車のセッティング状態が思わしくないと見た同じフォード系のイエーツ・レーシングを率いるロバート・イエーツは、テスト走行の際に同チームのデイビー・アリソンの車両をマーティンに貸し出した。フォードの勝利を願っていたイエーツはレースでもマーティン車をチームを挙げて支援したが、ポイントスタンディングではマーティンは26ポイント差でアーンハートに敗れ去った。マーティンはシーズン序盤のデイトナ500でキャブレターに1/2インチのスペーサーを挟んでいた為に-46ポイントのペナルティを受けており、これによりアーンハートの最終戦での逆転を許してしまったのである。

## 公開
本作は1990年6月27日（水曜日）に米国で公開され、$157,920,733の興行収入で成功を収めた。ビデオ販売でも成功を収め、レンタルビデオでは4000万ドルを稼ぎ出す人気作となった。

## 現実のNASCARとのリンク
2013年のNASCARネイションワイド・シリーズの第16戦サブウェイ・ファイアークラッカー250にて、カート・ブッシュが搭乗するフェニックス・レーシングの#1シボレー・SSが本作の#46シティシェビーのカラーリングで出走し、4位入賞を果たした。このイベントはブッシュの発案が発端で、フェニックス・レーシングにエンジンを供給していたヘンドリック・モータースポーツ及びオーナーのリック・ヘンドリックの了解が得られた事で実現した。レースでは作中同様にピットクルーにアイスクリーム・サンドが振る舞われ、クルーチーフのニック・ハリソンは「レースは映画の結末のようにはならなかったが、ブッシュはコール、私はハリーの役になりきってレースを楽しめた。」とコメントした。
また、作中の最終戦でコール車が身に纏ったメロー・イエローのスポンサードカラーは、翌91年のシーズンにて現実のものとなる。SABCOレーシングの#1ポンティアック・グランプリ、カイル・ペティ車に実際にスポンサーとして付き、1991年から94年のシーズンに掛けて、映画のカラーリングが再現された。また、メロー・イエローは1990年から94年までシャーロットの500マイルレースの冠スポンサーも努めた。2015年、チップ・ガナッシ・レーシングは2015年のボージャングルズ・サザン500にて、#42シボレー・SS、カイル・ラーソン車をメロー・イエローカラーで出走させる事を明らかにした。ラーソンは予選を16位で通過し、本戦では8位入賞を果たした。

## 評価
米国では多くの批評家が本作について、本作の4年前に大成功を収めたトップガンの大筋のプロットをストックカーの世界観に焼き直したものだとして否定的な評価を下した。作中の特殊効果もトップガンと類似しており、「トップガン・オン・ホイール」や「トップガン・イン・レースカー」などといった蔑称さえ付けられた。レスリー・ハリーウェルは「ありふれたファミリー向け物語の域を出ない」と評し、マンスリー・フィルム・バレッティンは「派手で騒がしいスター、トム・クルーズの乗る車が、ストックカーに似た道路をただグルグルと回っているだけの単純な映画」と評した。Rotten Tomatoesの批評では58人のレビュー中支持率は38%であり、「トム・クルーズを引き立たせる演出は多いが、他のキャラクターの説明や、使い古されたプロット、稚拙なシナリオを補うには至らない」といった意見が多くを占めた。NASCAR史上の無数のネタを織り込んだ要素はあったものの、NASCARが決してメジャーではない地域ではそうした方向性もあまり理解されず、日本でも概ね米国の批評と似た論評が多くを占めている。
本作について肯定的な評価を下したロジャー・イーバートは、以下のように指摘している。「本作はある意味でトム・クルーズ映画と呼べる様式に正確に則った作品である。トップガン、ハスラー2、カクテルで同じ様式が用いられており、一部では嫌悪の声も挙がり始めているが、本作の成功はクルーズ映画の主要成分がまだ有効と言うことを示している。それは以下のようなものが含まれているであろう。」
1. （作中のコール）クルーズが演じる若者の性格は、常に作中最高の実力を持つ可能性のある、素朴で自然な才能のある「子供」である。
2. （作中のハリー）「指導者」となる壮年男性は、若者が来る遙か以前からその世界で働いており、若者の才能を見抜く。時として若者の自由な精神が彼の許容を上回り、きつく叱る事もあるが、基本的には親が子を信じるような信頼関係の中にある。
3. （作中のクレア）「特別な女性」の存在。大概は若者よりも年上で落ち着いた性格。指導者が若者を身体面で指導する傍ら、若者の精神面の指導を行い、支えていく事になる。
4. （作中のドラフティング技術）若者が習得しなければいけない「技能」の存在。
5. （作中のNASCAR）若者の実力が試される「舞台」の存在。
6. （作中のNASCARネタ）神秘的な伝承や「専門用語」の類が作中に無数に存在し、若者も視聴者も映画を通じてそれを学ぶ事になる。
7. （作中のウインストン杯）聖櫃のような絶対的な「目標」の存在。それは指導者と若者、その他の人物全てが目指す共通の目標である。
8. （作中のロウディ）「序盤の悪役」の存在。決まって不良じみた男性で、若者を挑発して鍛錬に向かわせる原動力となる。若者とははじめ激しく反目し合うが、火の洗礼（英語版）のような出来事を経て、友情関係となる。
9. （作中のラス）「真の悪役」の存在。若者の才能、学習能力、ヒロインとの愛、得られた成果の全てを試す為に舞台に立ち、目標の最大の障壁となる、悪意を持つ強い男性である[34]。

1990年のシスケル&イーバートのクルーズ特番の中で、イーバートはクルーズ映画の構成要件として、上記の9項目に加えてクルーズ演じる若者が感情的に試練に立ち向かう切っ掛けとなる存在として「瀕死の友人」の存在を追記した。
一方、本作は1990年の第63回アカデミー賞において、録音賞（チャールズ・M・ウィルボーン、ドナルド・O・ミッチェル、リック・クライン、ケヴィン・オコネル）にノミネートされている。また、否定的な評価が多い一方で本作は同年の第11回ゴールデンラズベリー賞には候補作としても入っていない。
2012年にスコットの死に際して、雑誌「スレート」のライターであるスティーブン・メトカーフは本作を「アメリカの映画産業の歴史の中で重要な転換点となった」と主張した。メトカーフはスコットの撮影した最高の作品がクリムゾン・タイドである事は疑いようもなく、トップガンの途方も無い大成功により、本作の10年前にアメリカの映画産業に破壊的な影響を及ぼしたマイケル・チミノの天国の門のショックから映画産業を立ち直らせた功績はあったものの、ある意味ではチミノの行為と変わらない事を行っていたシンプソンとブラッカイマーのような制作者を抱えながらも、本作が一定の成功を収めてしまった事で、それまでチミノの事例を教訓としていたハリウッドの業界人の風潮を変えてしまう悪い影響を残したとしている。
なお、クエンティン・タランティーノは本作をお気に入りの作品と述べており、「（本作に否定的な論者である）あなた方は嘲笑するかもしれないが、本作はグラン・プリや栄光のル・マンと並ぶ程大好きだ。大きな予算、大スター、大監督であるトニー・スコットの存在ばかりが注目されるが、本作は初期のアメリカン・インターナショナル・ピクチャーズ作品の良い面を引き継いでいると思う。作中の何もかもを真剣に受け止めてしまって論ずる事がばかりが正しい事とは私は思わない。」とコメントしている。

## ゲームソフト化
本作は2度に渡りコンシューマーゲーム向けのゲームソフト化が行われている。

### 1990年版
開発はマインドスケープで、最初にPC/AT互換機版が登場し、その後NESとAmigaに移植された。1992年にはゲームボーイ版もリリースされ、後年PlayStation NetworkやiOSでも遊べるようになった。

### 2011年版
開発はパラマウント・デジタル・エンターテイメントで、2009年にiOS版がリリースされた後、2011年にPlayStation 3、Xbox 360、PlayStation Portable版が制作された。プレイヤーはコール、ロウディ、ラスの中から操作キャラクターを選択し、デイトナやタラデガを含む12のNASCAR公認トラックでレースを行う。PS3版は「NASCAR Edition」と副題が付いており、デニー・ハムリン、ライアン・ニューマン、トニー・スチュワートを含む12人のNASCARスプリントカップ・ドライバーから操作キャラクターを選択できるようになっている。